# Tanzfestival Bielefeld
Das Tanzfestival Bielefeld ist ein seit 1990 jährlich stattfindendes Festival für Zeitgenössischen Tanz. Bis 2001 lief es unter dem Titel „Internationales Tanzprojekt Bielefeld“, wurde 2002 in „Tanzsommer Bielefeld“, nach einem Jahr jedoch aus urheberrechtlichen Gründen in „Tanzfestival Bielefeld“ umbenannt. Es findet stets in den ersten zwei Wochen der NRW-Sommerferien statt. In Deutschland gehört es zu den größten Tanzfestivals für zeitgenössischen Tanz, das ein breit gefächertes Workshop- mit einem internationalen Performance-Programm verbindet.

## Geschichte
Das Kulturamt der Stadt Bielefeld entwickelte 1990 gemeinsam mit dem ersten Künstlerischen Leiter, Fred Traguth aus Bonn, ein Konzept, das hochqualifizierten Tanzunterricht durch international renommierte Dozenten mit einem hochwertigen Performance-Programm verband. Mit dem Wechsel der Künstlerischen Leitung im Jahr 2002 zu Tchekpo Dan und Ulla Agbetou, die das Bielefelder Tanzstudio und Ausbildungszentrum DansArt leiten, wurde dieses Konzept ausdifferenziert und erweitert. Das Workshopangebot wurde im Lauf der Jahre präzisiert und ergänzt, so dass der Unterricht auf mittlerweile vier verschiedenen Qualifikationsstufen stattfindet. Das Performance-Programm steht jährlich unter einem anderen Motto, das die Entwicklungen im zeitgenössischen Tanz aufgreift. Bis zum Jahr 2012 gab es einen Landesschwerpunkt, der innerhalb des Performance-Programms Kompanien aus verschiedenen Ländern eine Bühne bot. Landesschwerpunkte waren u. a. Ungarn, Griechenland, Italien, Island, Lettland, Flandern, England, Schweiz, Österreich, Polen.

## Workshops
Die Workshops decken auf vier verschiedenen Niveaustufen, die vom Anfänger über Tänzer mit Vorkenntnissen bis hin zu fortgeschrittenen und professionellen Tänzern reichen, eine große Bandbreite an Tanzformen und -stilen des zeitgenössischen Tanzes ab. Dazu gehören neben Ballett, Modern Dance, Contemporary und Jazz Dance auch verschiedene Hip-Hop-Stile (etwa Locking, House Dance, New Style), ethnische Tänze (Afrikanischer Tanz, Afro Cuban, Samba Brasil, Flamenco, Salsa, Oriental), und Kurse zur Körpererfahrung (Pilates, Body-Mind-Centering, Tai-Chi Dao-Yin). Gesonderte Kurse für Kinder, Teilnehmer über 50 Jahren und Mixed-Abled Kurse werden ebenfalls angeboten.

## Performances
Bis 2011 bestand das Performance-Programm des Tanzfestivals aus vier Aufführungen, die im Theaterhaus Tor 6 stattfanden. Seit 2012 werden die vier bis fünf Performances im Theaterhaus Tor 6 als Hauptprogramm bezeichnet. Für das Hauptprogramm werden etablierte nationale und internationale Ensembles gebucht, u. a.
Zusätzlich zum Hauptprogramm im Theaterhaus Tor 6 gibt es seit 2012 ein Off-Programm im DansArt Theater. Im Off-Programm präsentieren sich junge Nachwuchs-Tänzer und -Choreographen. Dies dient einerseits dazu, neuen, unbekannten Künstlern eine Bühne zu bieten und so neueste Entwicklungen im zeitgenössischen Tanz aufzugreifen, andererseits ist das offen gestaltete Off-Programm eine Kommunikationsplattform für die Nachwuchs-Künstler.
Darüber hinaus zeigen die Teilnehmer der Workshops in zwei Abschlusspräsentationen, jeweils nach Ende der ersten und nach Ende der zweiten Woche, ihre neu erworbenen Kenntnisse.

## Veranstaltungsorte
Die Rudolf-Oetker-Halle ist eine Konzerthalle, die 1930 eingeweiht wurde. Für das Tanzfestival wird sie jedes Jahr in ein Tanzhaus mit vier Studios umgewandelt, in denen die Workshops stattfinden. Aufgrund der schrittweisen Erweiterung des Workshop-Angebotes reichen seit 2010 die Raumkapazitäten der Rudolf-Oetker-Halle nicht mehr aus. Die Advanced-Level-Kurse (für sehr fortgeschrittene und professionelle Tänzer) sowie die Kurse zur Körpererfahrung finden seitdem in den drei Tanzstudios von DansArt statt.
Zu den Studios gehört ein privates Theater mit ca. 200 Sitzplätzen, das DansArt Theater. Hier findet das Off-Programm statt. Das Hauptprogramm erfolgt im Theaterhaus Tor 6, das zu einem international agierenden freien Theaterkollektiv, dem „Theaterlabor“, gehört. Es fasst knapp 290 Besucher und ist damit die größere der beiden Spielstätten.
Die erste Teilnehmer-Präsentation nach Ende der ersten Workshop-Woche findet als Open-Air-Party auf dem Rathausplatz der Stadt Bielefeld statt. Die Abschlusspräsentation nach Ende der zweiten Woche wird im großen Konzertsaal der Rudolf-Oetker-Halle mit 1.451 Sitzplätzen gezeigt.